# Łupek humusowy
Łupek humusowy – skała osadowa bardzo drobnoziarnista, o wyraźnej kierunkowości, często laminowana lub warstwowana. Odmiana łupka węglowego zawierająca macerały węgla oraz humus.
W zależności od zawartości substancji węglowej wyróżnia się:
- łupki węglowe palne (o zawartości 30–70% substancji węglowej)
- łupki węglowe niepalne (o zawartości <30% substancji węglowej)